# جائزة كندا الكبرى 2017
جائزة كندا الكبرى 2017 هو سباق فورمولا 1 أقيم بتاريخ 11 يونيو 2017 في حلبة جيل فيلنوف، مونتريال، كندا. كان السابع من أصل 20 في بطولة العالم لسباقات الفورمولا واحد موسم 2017. حلّ البريطاني لويس هاملتون أولا بينما جاء الفنلندي فالتيري بوتاس في المركز الثاني وحصل على المركز الثالث الأسترالي دانيل ريكاردو.

## الترتيب النهائي
|         | الترتيب | السائق        | النقاط |
| ------- | ------- | ------------- | ------ |
|         | 1       | سباستيان فيتل | 141    |
|         | 2       | لويس هاملتون  | 129    |
|         | 3       | فالتيري بوتاس | 93     |
|         | 4       | كيمي رايكونن  | 73     |
|         | 5       | دانيل ريكاردو | 67     |
| المصدر: |         |               |        |